# Kodashim (Talmud)
Kodashim (en hebreo: סדר קדשים) (transliterado: Séder Kodashim ) es el quinto orden de la Mishná, la Tosefta y el Talmud, y trata en gran parte sobre los servicios religiosos que tenían lugar dentro del Templo de Jerusalén y sobre los sacrificios de animales que se realizaban allí, asimismo trata sobre otros temas relacionados, como la matanza de ganado con fines alimentarios y la cashrut. Este orden de la Mishná es conocido como Kodashim ("cosas sagradas"), porque trata sobre temas relacionados con el servicio sacerdotal en el Templo de Jerusalén, y con la matanza de los animales según el ritual judío, la shejitá.  

## Nombre
El nombre Kodashim es aparentemente una abreviatura de Shechitat Kodashim ("la matanza de los animales sagrados"), ya que el tema principal de este orden es el sacrificio de los animales. Kodashim también incluye un tratado sobre al sacrificio de los animales para uso alimentario, así como otras leyes dietéticas que se aplican a la carne y a los productos de origen animal. El nombre Kodashim, se aplica a los sacrificios que tenían lugar en el Templo y a los objetos sagrados que allí se encontraban, así como a los sacerdotes cohanim que llevaban a cabo las tareas y las ceremonias propias de su servicio en el Templo, de estas cosas sagradas, lugares y personas, el orden Kodashim se ocupa principalmente.

## Contenido
Aunque el tratado Hulín se refiere al sacrificio del ganado para fines alimentarios y no al sacrificio sacerdotal, debido a que las normas sobre el sacrificio adecuado del ganado y las aves de corral se consideraban como una parte integrante del concepto de santidad en el judaísmo, estos asuntos también se incluyeron en el orden relativo a las cosas sagradas. El Séder Kodashim consta de 11 tratados y cuenta con un total de 90 capítulos.
Este tratado trata principalmente sobre el sacrificio de los animales, las aves y sobre las ofrendas de comida, las leyes relativas al sacrificio, la ofrenda por el pecado, y las leyes relacionadas con la apropiación indebida de la propiedad. El orden contiene una descripción del Segundo Templo de Jerusalén, y ofrece una descripción y unas reglas sobre el servicio diario y sobre el sacrificio en el Templo. El orden de Kodashim contiene 11 Tratados: Zevahim, Menajot, Hulín, Behorot, Arakhin, Temurá, Keritot, Meilá, Tamid, Midot, y Kinim.